# Kugel (gastronomia)
Il kugel o kigel (yiddish: קוגל) è una pietanza della cucina ebraica europea, una pasta al forno del tipo sformato o timballo, consumata tradizionalmente durante lo Shabbat e lo Yom Tov. Gli ingredienti di questo piatto, tipico degli ebrei Aschenaziti, includono gli spaghetti all'uovo (לאָקשן קוגל lokshen kugel) o le patate (קארטאָפל קוגל kartofel kugel).